# Mycetaeidae
Mycetaeidae – rodzina chrząszczy z podrzędu wielożernych, serii (infrarzędu) Cucujiformia i nadrodziny biedronek.
Takson ten wyróżnił jako pierwszy Pierre Nicolas Camille Jacquelin Du Val w 1857 roku jako Mycetéides. Później nadano mu rangę podrodziny Mycetaeinae w obrębie wygłodkowatych. W 2015 roku James Robertson i współpracownicy na podstawie wielkoskalowej analizy z zakresu filogenetyki molekularnej wynieśli tę podrodzinę do rangi osobnej rodziny w obrębie nowej nadrodziny Coccinelloidea. Jednocześnie nie potwierdzili monofiletyzmu Mycetaeidae, gdyż w badaniach użyto tylko jednego z rodzajów tej rodziny.
Rodzina ta obejmuje tylko 6 znanych gatunków, umieszczonych w 2 rodzajach:
- Agaricophilus Motschulsky, 1838
- Mycetaea Stephens, 1829

Oba rodzaje różnią się dość znacznie morfologią i anatomią zarówno imagines jak i larw. Chrząszcze mają ciało pokryte długimi, półwzniesionymi szczecinkami. Bródka wyposażona jest w mały, trójkątny, pokryty szczecinkami guzek. Wewnętrzny szkielet głowy ma przednie ramiona tentorium scalone pośrodku oraz zawiera corpotentorium. Środkowe biodra otwierają się bocznie. Na odwłoku znajduje się pięć par przetchlinek. Larwy mają dwie pary oczek i pozbawione są ząbkowatej prosteki lub jest ona jedynie słabo rozwinięta.
Rodzina kosmopolityczna. W Polsce występuje tylko Mycetaea subterranea.